# 南蔵院 (豊島区)

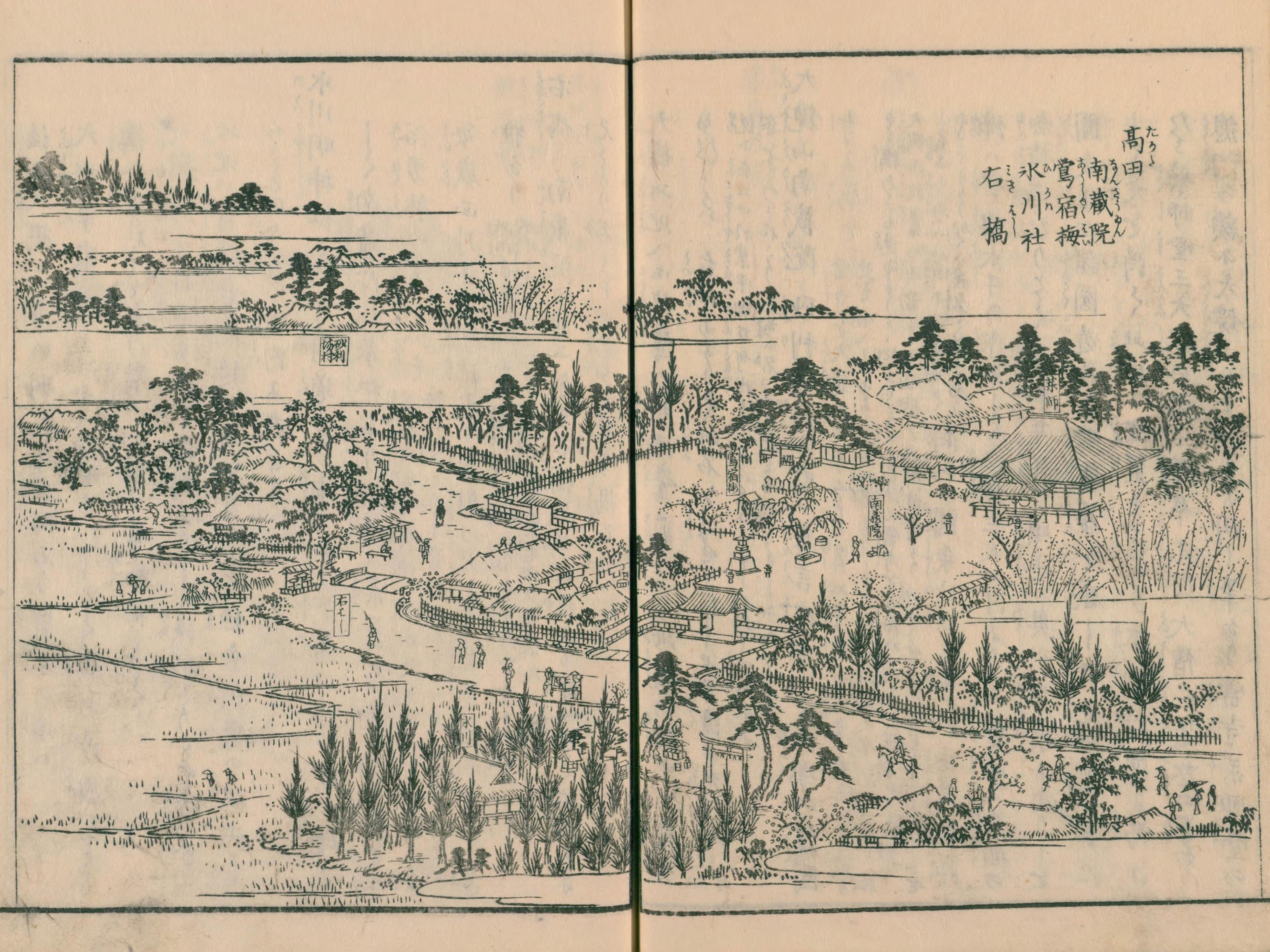
『江戸名所図会』巻之四より

南蔵院（なんぞういん）は、東京都豊島区高田にある真言宗豊山派の寺院。本尊は薬師如来。

## 概要
室町時代、円成比丘が開山したと伝えられている。また、初代三遊亭円朝の『怪談乳房榎』の舞台となった杉戸があったというが、現存していない。
御府内八十八箇所霊場29番札所、豊島八十八箇所霊場41番札所となっている。

## 交通アクセス
- 面影橋停留場より徒歩3分。